# 明永冰川
明永冰川是中国主要冰川之一，位于云南省西北部迪庆藏族自治州德欽縣，北纬28.5度，是中国纬度最低的冰川。它發源於梅里雪山主峰，海拔6,740米的卡瓦格博峰東坡海拔5,300米處，冰舌往下延伸到海拔2,660米的林带，也是中国海拔高度最低的冰川。
这座冰川被当地人视为神圣。不过由於全球变暖的緣故，明永冰川在截至2011年的过去10年中，已经退缩了1,200米，每年退缩达百余米。